# Base Asuka

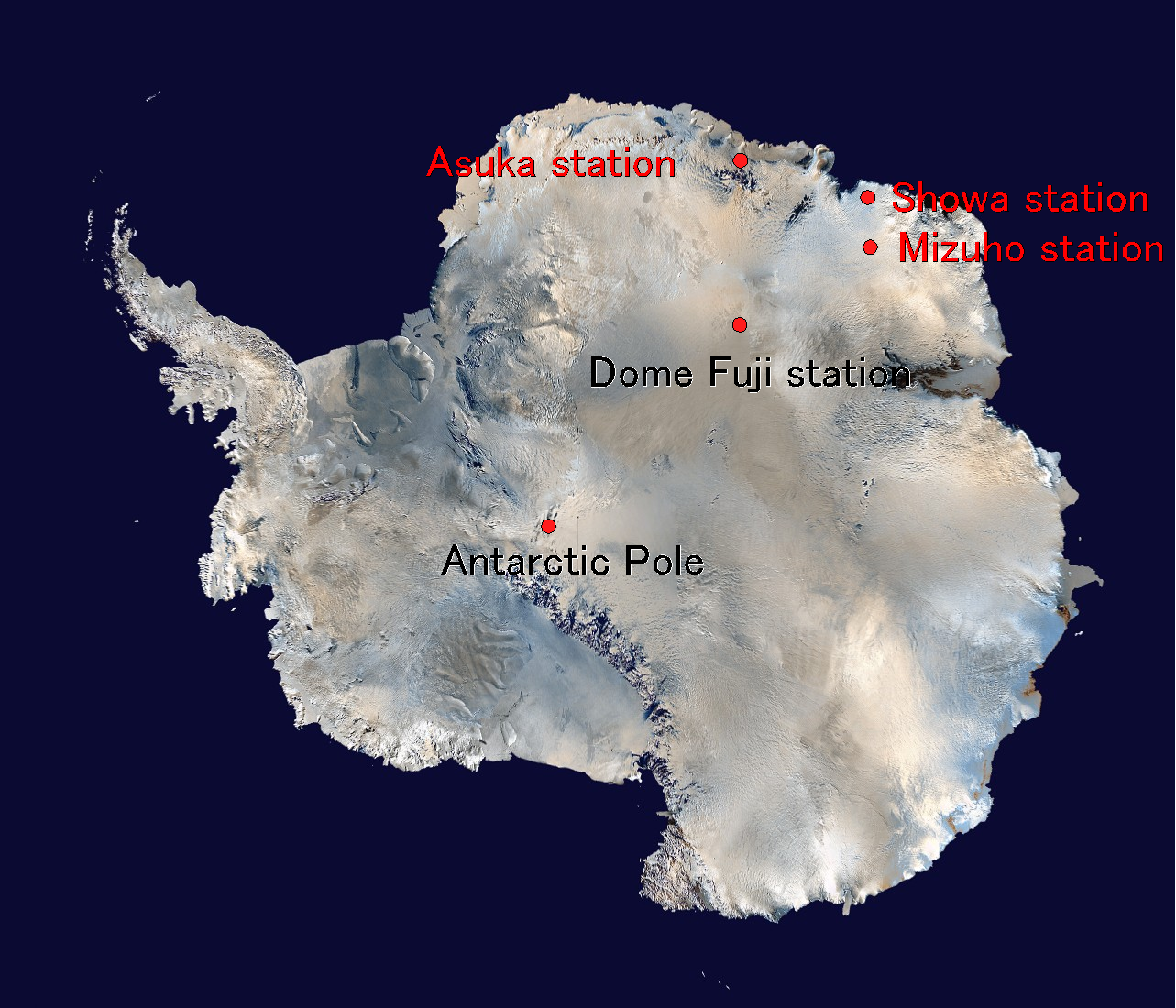
Bases antárticas japonesas.

Asuka (en japonés: あすか基地 Asuka Kichi) es una base permanente japonesa en la Antártida. Está ubicada en la Tierra de la Reina Maud. Fue fundada en 1985 y cerrada en diciembre de 1991. La base se encuentra instalada muy cercana a los nunataks Seal y Romnaesfjellet en las montañas de Sør Rondane.